# Crescent City (Californie)
Pour les articles homonymes, voir Crescent City.
Crescent City est une ville de Californie, siège du comté de Del Norte, aux États-Unis. Sa population est de 6 673 habitants lors du recensement de 2020, sans inclure les 3 300 prisonniers de la Pelican Bay State Prison.

## Histoire
Les premiers visiteurs blancs du site furent des membres de l'expédition de Jedediah Smith en 1828.
La ville a été fondée en 1854 et est devenue le siège du comté en 1857 après la création de celui-ci. En 1989, Pelican Bay State Prison, une prison de haute sécurité, fut construite.
Certaines scènes des films E.T. l'extra-terrestre et Le Retour du Jedi furent tournées dans les alentours.
En 1964, la ville a été ravagée par un tsunami à la suite d'un séisme violent en Alaska. Il y eut une douzaine de morts.

## Géographie

### Démographie
| Groupe            | Crescent City | Californie | États-Unis |
| ----------------- | ------------- | ---------- | ---------- |
| Blancs            | 66,1          | 57,6       | 72,4       |
| Afro-Américains   | 11,9          | 6,2        | 12,6       |
| Autres            | 9,1           | 17,0       | 6,2        |
| Amérindiens       | 4,8           | 1,0        | 0,9        |
| Asiatiques        | 4,4           | 13,1       | 4,8        |
| Métis             | 3,6           | 4,9        | 2,9        |
| Océaniens         | 0,1           | 0,4        | 0,2        |
| Total             | 100           | 100        | 100        |
|                   |               |            |            |
| Latino-Américains | 30,6          | 37,6       | 16,7       |

Selon l'American Community Survey, pour la période 2011-2015, 77,42 % de la population âgée de plus de 5 ans déclare parler l'anglais à la maison, 18,33 % déclare parler l'espagnol, 1,34 % une langue hmong, 0,84 % une langue polynésienne, 0,51 % le khmer et 1,56 % une autre langue.
| 1860 | 1870 | 1890 | 1900 | 1910  | 1920 |
| ---- | ---- | ---- | ---- | ----- | ---- |
| 638  | 458  | 907  | 699  | 1 114 | 955  |

| 1930  | 1940  | 1950  | 1960  | 1970  | 1980  |
| ----- | ----- | ----- | ----- | ----- | ----- |
| 1 720 | 1 363 | 1 706 | 2 958 | 2 586 | 3 075 |

| 1990  | 2000  | 2010  | - | - | - |
| ----- | ----- | ----- | - | - | - |
| 4 380 | 4 006 | 7 643 | - | - | - |

## Climat
| Mois                                  | jan.    | fév.    | mars    | avril   | mai     | juin    | jui.    | août    | sep.    | oct.    | nov.    | déc.    | année           |
| ------------------------------------- | ------- | ------- | ------- | ------- | ------- | ------- | ------- | ------- | ------- | ------- | ------- | ------- | --------------- |
| Température minimale moyenne (°C)     | 4,4     | 4,6     | 5,1     | 6,2     | 7,6     | 8,9     | 10,6    | 10,9    | 9,1     | 7,5     | 5,3     | 4       | 7               |
| Température moyenne (°C)              | 8,4     | 8,7     | 9,2     | 10,3    | 11,8    | 13,1    | 14,6    | 14,9    | 14      | 12,1    | 9,5     | 7,9     | 11,2            |
| Température maximale moyenne (°C)     | 12,4    | 12,9    | 13,4    | 14,4    | 16      | 17,3    | 18,6    | 18,9    | 18,8    | 16,7    | 13,7    | 11,7    | 15,4            |
| Record de froid (°C) date du record   | −7 1937 | −5 1899 | −3 1942 | −2 1945 | −1 1924 | 0 1998  | 2 1998  | 1 1908  | 1 1901  | 0 2002  | −5 1919 | −7 1972 | −7 1937 et 1972 |
| Record de chaleur (°C) date du record | 24 2014 | 26 1988 | 31 1930 | 30 1924 | 32 1941 | 33 1942 | 36 1945 | 35 1918 | 36 1939 | 34 1991 | 27 1895 | 27 1980 | 36 1939         |
| Précipitations (mm)                   | 292,4   | 227,6   | 249,9   | 171,7   | 82      | 45,2    | 4,8     | 10,7    | 32      | 118,6   | 240,3   | 339,6   | 1 814,8         |
| Nombre de jours avec précipitations   | 16,7    | 14,8    | 17,1    | 14      | 8,9     | 6,1     | 3,1     | 5,1     | 6,6     | 11      | 15,9    | 17,2    | 136,5           |

## Transports
Crescent City possède un aéroport (code AITA : CEC).